# قضية سوكال

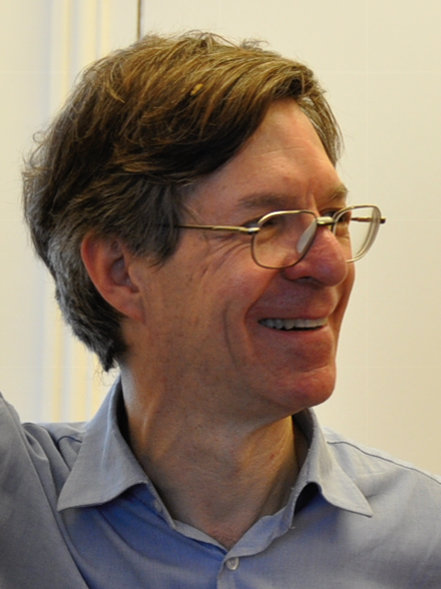
ألان سوكال

قضية سوكال أو خدعة سوكال هي خدعة نشر علمية قام بها آلان سوكال وهو أستاذ جامعي فيزيائي في جامعة نيويورك وكلية لندن الجامعية. في 1996، قدم سوكال مقالا إلى سوشال تيكست وهي صحيفة متخصصة في الدراسات الثقافية لما بعد الحداثة. كانت المقالة تجربة لاختبار دقة الصحيفة الثقافية، وخاصة لاختبار ما إذا كانت "صحيفة شمال أمريكية رائدة في الدراسات الثقافية -والتي تشتمل على الكثير من البارزين أمثال فريدريك جيمسون وأندرو روس- ستنشر مقالا مشربا بالليبرالية وبلا معنى إذا (أ) بدى المقال جيدا و (ب) مدح في التصورات السابقة الإيدولوجية للمحررين.
نُشر مقال «تخطي الحدود: نحو علم تأويل تحولي للجاذبية الكمية» في سوشال تيكست في ربيع/صيف عام 1996 في قضية «حروب العلم». افترض المقال أن الجاذبية الكمية هي كيان اجتماعي ولغوي. في ذلك الوقت، لم تكن الصحيفة تمارس عملية مراجعة الأقران الأكاديمية، ولم تقدم المقال إلى خبير خارجي فيزيائي ليراجعه. في يوم نشر المقال في مايو 1996، نشر سوكال في مجلة «لغة التواصل» أن المقال كان خدعة.
أشعل المقال نقاشا حول الأهلية العلمية للتعليق عن العلوم الفيزيائية بواسطة علماء الإنسانيات، وتأثير فلسفة ما بعد الحداثة على الانضباط الاجتماعي عموما، والأخلاق الأكاديمية، بما في ذلك ما إذا كان سوكال مخطئا في خداع محرري وقراء سوشال تيكست، وما إذا كانت سوشال تيكست مارست تحققا ثقافيا مناسبا.

## خلفية
في مقابلة على الراديو الأمريكي في برنامج بخصوص كل شيء، قال سوكال أنه استلهم فكرة المقال المخادع بعد قراءة الخرافة العليا (1994)، والذي ادعى فيه بول جروس ونورمان ليفيت أن بعض صحف الإنسانيات قد ينشرون أي شيء طالما تميز «بالفكر اليساري المناسب» وطالما كتبه مفكرون يساريون معروفون.
كان جروس وليفيت مدافعين مشهورين لمعسكر الواقعية العلمية «لحروب العلم»، حيث كانا معارضين لأكاديميي ما بعد الحداثة الذي شككوا في الموضوعية العلمية، كما أكدا على نزعة معاداة الفكر في أقسام الفنون المتحررة (وخاصة في الأقسام الإنجليزية) والتي سببت ظهور الفكر التفكيكي والذي أدى في النهاية إلى النقد التفكيكي للعلم، حيث رأوا النقد «كمجموعة من العقلانيين» من أجل تجنب دراسة العلم.

## المقال
علل سوكال أنه إن كان التصور المسبق بكسل المحررين صحيحا، فإن كون المقال بلا معنى سيكون لا علاقة له بنشر المحررين له. ما يهم حقا هو الانصياع الأيدولوجي، والمراجع التملقية للكتّاب التفكيكيين، والكميات الكافية من الرطانة المناسبة. بعد نشر المقال وكشف الخدعة كتب سوكال:

### محتوى المقالة
افترضت مقالة «تخطي الحدود: نحو علم تأويل تحولي للجاذبية الكمية» أن الجاذبية الكمية لها تضمينات سياسية تقدمية، وأن المجال الصوري الجيني قد يكون نظرية قاطعة في ميكانيكا الكم (المجال الصوري الجيني هو مفهوم تبناه روبيرت شيلدرايك بطريقة استخدمها سوكال في نتائج القضية «كفكرة غريبة في العصر الجديد»). كتب سوكال أن مفهوم «العالم الخارجي صاحب الخواص المستقلة عن أي إنسان» كان «اعتقادا افترضته السلطة التالية لعصر التنوير على الشريحة الثقافية الغربية».
بعد الإشارة بشكوكية إلى "ما يُسمى منهجا علميا"، أعلنت المقالة أنه "أصبح من الواضح أن الحقيقة الفيزيائية هي بالأساس تركيب اجتماعي لغوي". استمرت المقالة لتنص على أنه طالما كان البحث العلمي نظرية ذاتية ومرجعا ذاتيا، فلا يمكن أن يؤكد على حالة معرفية تفضيلية بالنسبة إلى المؤلفين المضادين للهيمنة في المجتمعان الانفصالية أو المهمشة" وأنه لذلك فإن "علم المعمل" و "الرياضيات الطليقة" ترفض "مدفع الطبقية الراقية للعلم العالي"، والذي لا بد من تأسيسه "للعلم ما بعد الحداثة الذي يوفر دعما فكريا قويا للمشروع السياسي التحرري".
بالإضافة إلى ذلك، تخلط هوامش المقالة بين المصطلحات الأكاديمية وبين البيان الاجتماعي السياسي. على سبيل المثال: